# Arthur Jensen (skådespelare)
Arthur Jensen, född 9 november 1897 i Köpenhamn, död 28 november 1981 i Gentofte, var en dansk skådespelare. 
Mot slutet av sin karriär blev Jensen känd för sin roll som Hr. Schwann i den populära danska tv-serien Matador.

## Filmografi i urval
- 1932 - Han, hun og Hamlet
- 1933 - Københavnere
- 1934 - København, Kalundborg og - ?
- 1935 -  Bag Københavns kulisser
- 1936 - Giftes-nej tak
- 1937 - Mille, Marie og mig
- 1962 - Det tossede paradis
- 1963 - Bussen
- 1965 – Slå först Freddie!
- 1967 - Min lillebror och jag
- 1968 - Olsen-banden
- 1970–1977 – Huset på Christianshavn (TV-serie)
- 1971 - Ballade på Christianshavn
- 1972 - Olsenbandets stora kupp
- 1973 - Olsen-banden går amok
- 1976 - I lejonets tecken
- 1977 - Olsen-banden deruda'
- 1978 - I skyttens tecken
- 1979 - Olsen-banden overgiver sig aldrig
- 1978 –1979 - Matador (TV-serie)